# Pawel Akolsin
Pawel Sergejewitsch Akolsin (russisch Павел Сергеевич Акользин; * 25. November 1990 in Moskau, Russische SFSR) ist ein russisch-kasachischer Eishockeyspieler, der seit August 2025 bei den Shanghai Dragons aus der Kontinentalen Hockey-Liga (KHL) unter Vertrag steht.

## Karriere
Pawel Akolsin begann seine Karriere als Eishockeyspieler beim HK Spartak Moskau, für dessen zweite Mannschaft er von 2007 bis 2009 in der Perwaja Liga, der dritthöchsten russischen Spielklasse, antrat. Von 2009 bis 2014 spielte er für den HK Beibarys Atyrau, mit dem er 2011 und 2012 kasachischer Meister werden konnte. Anschließend wechselte er zum HK Buran Woronesch in die russische Wysschaja Hockey-Liga. Nachdem er die Spielzeit 2016/17 beim HK Arlan Kökschetau wieder in der kasachischen Eishockeymeisterschaft verbracht hatte, wurde er 2017 von Barys Astana, dem einzigen kasachischen Klub in der Kontinentalen Hockey-Liga, unter Vertrag genommen. Neben seinen Spielen dort spielte er vereinzelt auch für die zweite Mannschaft des Klubs, Nomad Astana, in der kasachischen Liga. Kurz vor Ende der Hauptrunde wurde er an seinen Exklub Arlan Kökschetau verliehen und trug mit acht Scorerpunkten in 13 Playoffspielen zum erstmaligen Titelgewinn des Klubs vom blauen Berg bei. Anschließend kehrte er nach Astana zurück.
Bis zum Ende der 2020/21 gehörte er in der Folge zum Kader von Barys, ehe er im Mai 2021 vom HK Metallurg Magnitogorsk verpflichtet wurde. Dort war der Angreifer dreieinhalb Jahre aktiv, bevor er im Dezember 2024 im Tausch für Borna Rendulić zum SKA Sankt Petersburg wechselte. Mit Magnitogorsk hatte er im Jahr 2024 den Gagarin-Pokal gewonnen. Über die Station SKA Sankt Petersburg wechselte Akolsin im August 2025 zu den Shanghai Dragons.

### International
Akolsin, der über die russische und die kasachische Staatsbürgerschaft verfügt, debütierte in der Saison 2016/17 in der kasachischen Nationalmannschaft und nahm mit ihr erstmals an der Weltmeisterschaft 2018 in der Division I teil, in der er auch 2019 spielte, als den Kasachen der Aufstieg in die Top-Division gelang. Nachdem wegen der COVID-19-Pandemie 2020 keine Weltmeisterschaft durchgeführt wurde, nahm er 2021 erstmals an der Weltmeisterschaft der Top-Division teil und erzielte dort den Siegtreffer der Kasachen beim 3:2-Erfolg gegen Deutschland. Auch 2022 spielte er in der Top-Division.
Mit der kasachischen Studentenauswahl belegte er bei der Winter-Universiade 2017 im heimischen Astana den zweiten Platz hinter den russischen Studenten. Außerdem vertrat er sein Heimatland bei der Qualifikation für die Olympischen Winterspiele 2022 in Peking, bei der die Kasachen beim Heimturnier im Februar 2020 in Nur-Sultan durch eine 2:3-Niederlage im entscheidenden Spiel gegen Polen ausschieden.

## Erfolge und Auszeichnungen
- 2011 Kasachischer Meister mit dem HK Beibarys Atyrau
- 2012 Kasachischer Meister mit dem HK Beibarys Atyrau
- 2013 Kasachischer Vizemeister mit dem HK Beibarys Atyrau
- 2018 Kasachischer Meister mit dem HK Arlan Kökschetau
- 2024 Gagarin-Pokal-Gewinn und Russischer Meister mit dem HK Metallurg Magnitogorsk

### International
- 2017 Silbermedaille bei der Winter-Universiade
- 2019 Aufstieg in die Top-Division bei der Weltmeisterschaft der Division IA

## KHL-Statistik
(Stand: Ende der Saison 2024/25)